# Cai Tong-Tong
Cai Tong-Tong (蔡彤彤S, Cài TóngtóngP; Wenzhou, 7 febbraio 1990) è una ginnasta cinese, vincitrice della medaglia d'argento nel concorso a squadre di ginnastica ritmica alle olimpiadi di Pechino.

## Palmarès
- Giochi olimpici estivi

Pechino 2008: argento nel concorso a squadre